# Grzegorz Przebinda
Grzegorz Przebinda (ur. 27 czerwca 1959 w Jaworznie) – polski filolog, rusycysta i historyk idei, maratończyk amator. Od 1983 wykłada w Uniwersytecie Jagiellońskim, w latach 2012–2020 był również rektorem Państwowej Wyższej Szkoły Zawodowej im. Stanisława Pigonia w Krośnie, w latach 2016–2020 II wiceprzewodniczący Kolegium Rektorów Szkół Wyższych Krakowa.

## Życiorys
Dzieciństwo spędził w Wołowicach nad Wisłą w powiecie krakowskim. Tam również w latach 1966–1974 uczęszczał do szkoły podstawowej (obecnie im. Jana Pawła II). W latach 1974–1978 był uczniem Liceum Ogólnokształcącego im. Marii Skłodowskiej-Curie w Skawinie.
W 1978–1983 studiował rusycystykę w Instytucie Filologii Wschodniosłowiańskiej UJ. Jeszcze w stanie wojennym (czerwiec 1983) obronił pracę magisterską o twórczości Aleksandra Sołżenicyna, zakazanego wówczas oficjalnie w całym bloku komunistycznym. Od połowy lat 80. publikował w drugim obiegu pod pseudonimem Henryk Cywiński, m.in. w krakowskiej podziemnej „Arce” wywiady z rosyjskimi pisarkami na emigracji – Natalią Gorbaniewską i Iriną Iłowajską-Alberti.
W 1986–1992 r. przebywał z przerwami w Niemczech Zachodnich (Freiburg im Breisgau, Monachium), Szwajcarii (Genewa), we Włoszech (Rzym) i  Francji (Paryż) w ramach staży i stypendiów naukowych.
W 1988 wydał w warszawskim drugoobiegowym wydawnictwie „Most” wspomnienia dysydenta i emigranta z ZSRR Władimira Bukowskiego pt. Listy rosyjskiego podróżnika. W 1991 uhonorowany nagrodą Polcul za „współpracę polsko-rosyjską w walce o demokrację”. W 1990–1992 kierował krakowskim Wydawnictwem Arka, wydając m.in. pierwsze tomy Biblioteczki Poetów Języka Angielskiego pod redakcją i w przekładzie Stanisława Barańczaka, Dyktaturę zdrady Ryszarda Terleckiego, Ptasznika z Wilna (o Józefie Mackiewiczu) Włodzimierza Boleckiego, Jak odbudować Rosję? Aleksandra Sołżenicyna, album Krakowski Kazimierz. Dzielnica żydowska 1870–1988 Stanisława Markowskiego.
W 1991 obronił doktorat na podstawie rozprawy Włodzimierz Sołowjow wobec historii. Promotorem magisterium i doktoratu był profesor Ryszard Łużny. W 1998 uzyskał stopień naukowy doktora habilitowanego na podstawie rozprawy Od Czaadajewa do Bierdiajewa – spór o Boga i człowiek w myśli rosyjskiej (1832–1922). Natomiast w 2002 uzyskał tytuł profesorski, m.in. za książkę Większa Europa. Papież wobec Rosji i Ukrainy. Jako że rozprawa wpisywała się w wizję ekumeniczną  Jana Pawła II, to  autor  został  zaproszony przez polskiego papieża na rozmowę o Rosji i Ukrainie, jak miała miejsce  29 lipca 2000 w Castel Gandolfo.
Od 1983 zatrudniony w Instytucie Filologii Wschodniosłowiańskiej Uniwersytetu Jagiellońskiego – zaczynał jako asystent-stażysta, obecnie jest profesorem zwyczajnym. W 1999–2005 i 2008–2012 był dyrektorem instytutu, od 2009 jest kierownikiem Katedry Kultury Słowian Wschodnich w Instytucie Filologii Wschodniosłowiańskiej Uniwersytetu Jagiellońskiego, od 1 września 2012 do 31 VIII 2020 – rektor PWSZ w Krośnie. Od 2018 redaktor naczelny uczelnianego rocznika „Studia Pigoniana”, od 2020 r. – kieruje Wydawnictwem Humanistycznym Pigonianum.
W 2001–2005 był wykładowcą, a w 2002–2003 kierownikiem Katedry Badań Wschodu na Wydziale Studiów Międzynarodowych i Politologicznych Uniwersytetu Łódzkiego. Wchodził w latach 1999–2018 w skład pierwszej redakcji pisma „Nowaja Polsza”, jest członkiem komitetów redakcyjnych „Nowej Europy Wschodniej” i „Przeglądu Rusycystycznego” oraz Komisji Wschodnioeuropejskiej Polskiej Akademii Nauk i Rady Naukowej Instytutu Jana Pawła II KUL. Do maja 2022 był także członkiem Komisji Słowianoznawstwa Polskiej Akademii Nauk, z której jednak wystąpił w proteście przeciwko nieusunięciu z tej komisji – na jego wniosek –  Anny Raźny, znanej z proputinowskich, antyukraińskich publikacji.
Jest autorem ponad 400 publikacji – w tym dwunastu książek wydanych w 1992–2023 – w języku polskim, rosyjskim, angielskim, francuskim, ukraińskim, białoruskim, czeskim, fińskim (jeden tekst) na temat kultury i historii Rosji, Ukrainy, Białorusi i Litwy, także o ich związkach z Polską. Publikował w polskich i zagranicznych czasopismach naukowych oraz w pismach o większym nakładzie, w tym także w tygodnikach i gazetach codziennych – w „Znaku”, „Więzi”, „Tygodniku Powszechnym”, „Rzeczpospolitej”, „Polityce”, „Gazecie Wyborczej” oraz wydawanym w Paryżu przez rosyjską emigrację tygodniku „Russkaja Mysl”. Jego teksty na język rosyjski tłumaczyła m.in. Natalja Gorbaniewska. W 2016 wraz z żoną Leokadią i synem Igorem przetłumaczył na polski Mistrza i Małgorzatę Michaiła Bułhakowa (drugie wydanie w 2022).
Po bezprawnej aneksji ukraińskiego Krymu przez Rosję w lutym–marcu 2014 wypowiadał się na lamach „Gazety Wyborczej”, „Plusa Minusa”, „Przeglądu Rusycystycznego”,  ukraińskiego pisma „Zbrucz” o pseudo-religijnym aspekcie putinizmu, jego „mistycznym imperializmie”, przeprowadził wywiad z rosyjskim pisarzem Wiktorem Jerofiejewem, opublikowany również po rosyjsku i po ukraińsku.
Już po agresji Rosji na Ukrainę 24 lutego 2022 komentuje systematycznie wojnę na falach Radia Kraków oraz artykułami w „Gazecie Wyborczej” i „Plusie Minusie”. Od marca do czerwca 2022 przeprowadził cztery długie rozmowy z rosyjskimi przeciwnikami Putina – Dmitrijem Bykowem, Borisem Akuninem, Ludmiłą Ulicką, Wiktorem Szenderowiczem – uznanymi w Rosji wcześniej, albo zaraz potem, za „agentów zagranicznych” albo – jak Akunin –   bezpodstawnie obwinionych   o terroryzm i zaocznie aresztowanych.
W listopadzie  2023 opublikował obszerny dziennik wojenny Ostatnia wojna Putina. Rozprawa filologa Rosją, szeroko komentowany w wywiadach i spotkaniach z autorem oraz na łamach m.in. „Tygodnika Powszechnego”, „Gazety Wyborczej” i „Rzeczpospolitej”.

### Odznaczenia
- Medal „Za Zasługi dla Krosna” w 2019[59]

- Brązowy Medal „Zasłużony Kulturze Gloria Artis” w 2018 (dziedzina: tłumaczenie)[60]

- 3 maja 2015 na Zamku Królewskim w Warszawie odznaczony przez prezydenta Bronisława Komorowskiego Krzyżem Kawalerskim Orderu Odrodzenia Polski „za wybitne zasługi w pracy naukowo-badawczej w dziedzinie języków i kultur wschodniosłowiańskich, za wspieranie międzynarodowej współpracy naukowej”[61][62].

## Życie prywatne
Od 1981 żonaty z Leokadią Styrcz-Przebindą (absolwentka slawistyki na UJ, dr językoznawstwa). Ma dwoje dzieci: syna Igora (ur. 1981, absolwent filmoznawstwa na UJ) i córkę Anetę (ur. 1989, absolwentka socjologii na UJ).
Amatorsko uprawia biegi długodystansowe, przebiegł dwadzieścia jeden maratonów na trzech kontynentach, w szesnastu krajach i dwudziestu miastach.

## Publikacje
- Grzegorz Przebinda: Włodzimierz Sołowjow wobec historii. Kraków: Arka, 1992, seria: Z dziejów myśli Rosyjskiej. ISBN 83-85123-80-6. (pol.). Brak numerów stron w książce
- Mikołaj Czernyszewski – późny wnuk Oświecenia. Katowice: Śląsk, 1997.
- Od Czaadajewa do Bierdiajewa. Spór o Boga i człowieka w myśli rosyjskiej 1832–1922. Kraków: Polska Akademia Umiejętności, 1998 (nominacja do Nagrody im. Jana Długosza w 1999).
- Zaułki Mistrza Wolanda. Kraków: Oficyna Literacka, 2000.
- wspólnie z Józefem Smagą: Kto jest kim w Rosji po 1917 roku. Kraków: Znak, 2000.
- Większa Europa. Papież wobec Rosji i Ukrainy. Kraków: Znak, 2001 (nominacja do Nagrody im. Jana Długosza w 2002).
- Między Moskwą a Rzymem. Myśl religijna w Rosji XIX i XX w.. Kraków: Universitas, 2003.
- Piekło z widokiem na niebo. Spotkania z Rosją 1999–2004. Kraków: Znak, 2004.
- Между Краковом, Римом и Москвой. Русская идея в новой Польше. Москва: РГГУ, 2013.
- [współautorstwo z Igorem Przebindą i Leokadią Anną Przebindą] M. Bułhakow, Mistrz i Małgorzata, przekład, opracowanie tekstu i przypisy, wyd. II poprawione, Kraków: Znak 2022.
- From Chaadayev to Solovyov: Russian Modern Thinkers Between East and West, Berlin: Peter Lang, 2022.
- Ostatnia wojna Putina. Rozprawa filologa z Rosją, Kraków: Znak 2023.